# حلقه انگشتی
حلقه انگشتی یا سنج انگشتی (به انگلیسی: finger cymbals) سازی است کوبه ای، که برای تولید ریتم در موسیقی بکار میرود. حلقه انگشتی در ایران باستان و موسیقی عربی رواج داشته‌است.

## ویژگی
حلقه‌های سنج انگشتی در اندازه‌های محدودی ساخته می‌شود و شایع‌ترین آن با قطری حدود ۵ سانتیمتر است و آن را بر سر انگشتان می بندند و با حرکات دست و انگشتان تولید صدا می‌کنند. این ساز صدایی زیر و زنگوار دارد.

## نوازندگان
مجید خلج از نوازندگان حلقه سرانگشتی در خاطرات خود می‌گوید :"سال‌ها پیش نمایشگاهی از مینیاتورهای ایرانی مربوط به دوره ی قاجار برخورد کردم...در آن تابلو خانمی با یک زنگ سرانگشتی به انگشتش در حال نواختن و احتمالاً رقصیدن، به تصویر کشیده شده بود....وجود زنگ سرانگشتی در آن مینیاتور کاملاً بیانگر این مسئله بود که این ساز در فرهنگ موسیقی ما وجود داشته‌است و این سؤال را برای من به وجود آورد که چرا این ساز از موسیقی ما حذف شده؟..... در موسیقی کشورهای عربی یا کشورهای دیگر این ساز نواخته می‌شود ولی به شکلی دیگر.....تفاوت استفاده از این ساز در موسیقی کشورهای دیگر از نظر تکنیک است ...این ساز در اندازه‌های مختلف وجود دارد و تکنیک‌های رایج آن بیشتر برای ایجاد «ریتم‌های عربی» طراحی شده‌است."

## نگارخانه

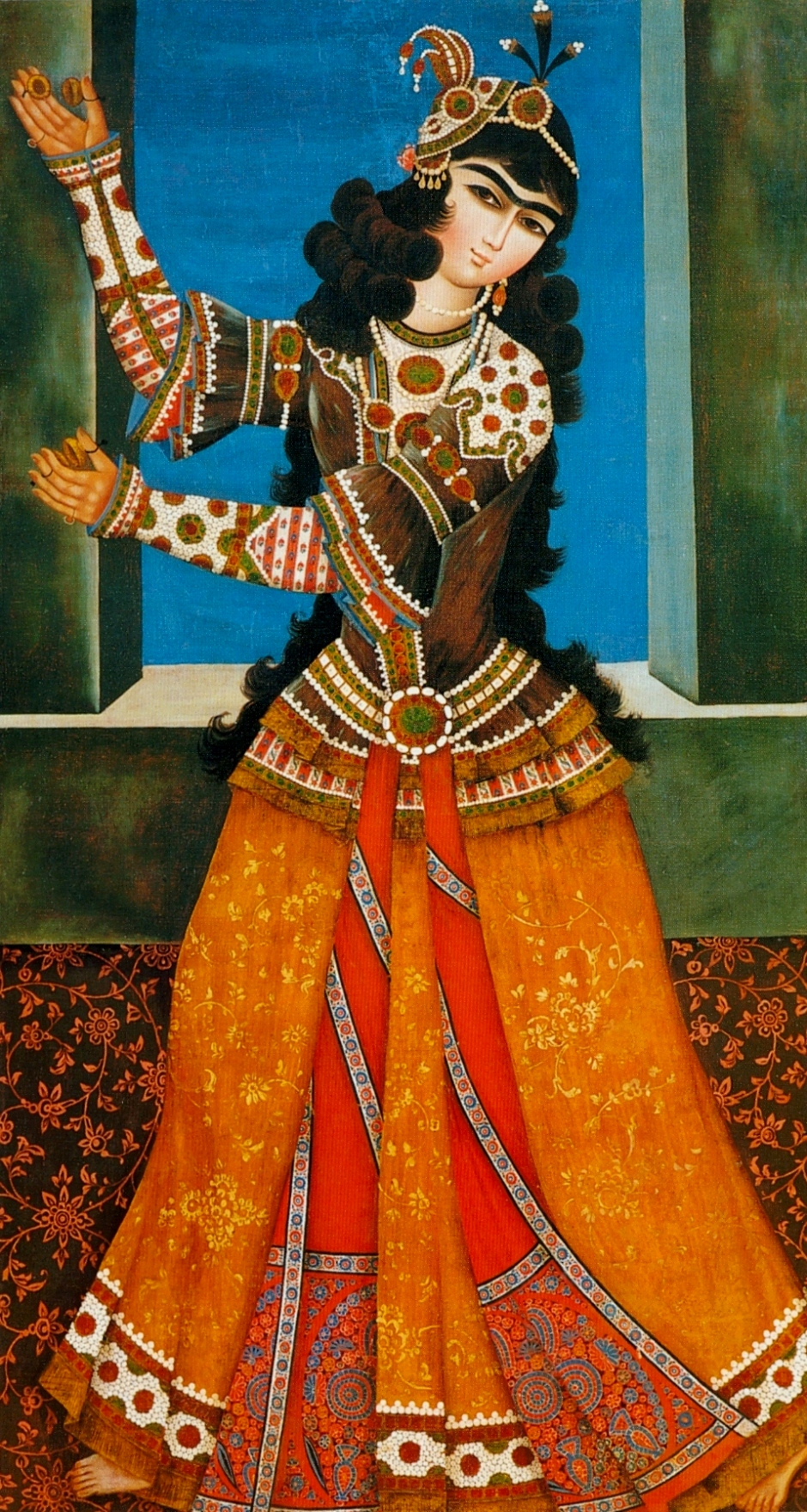
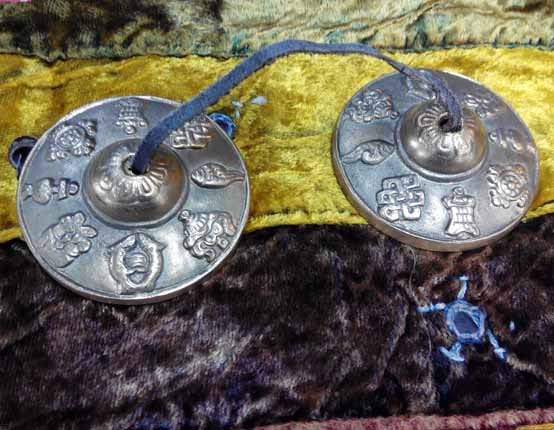
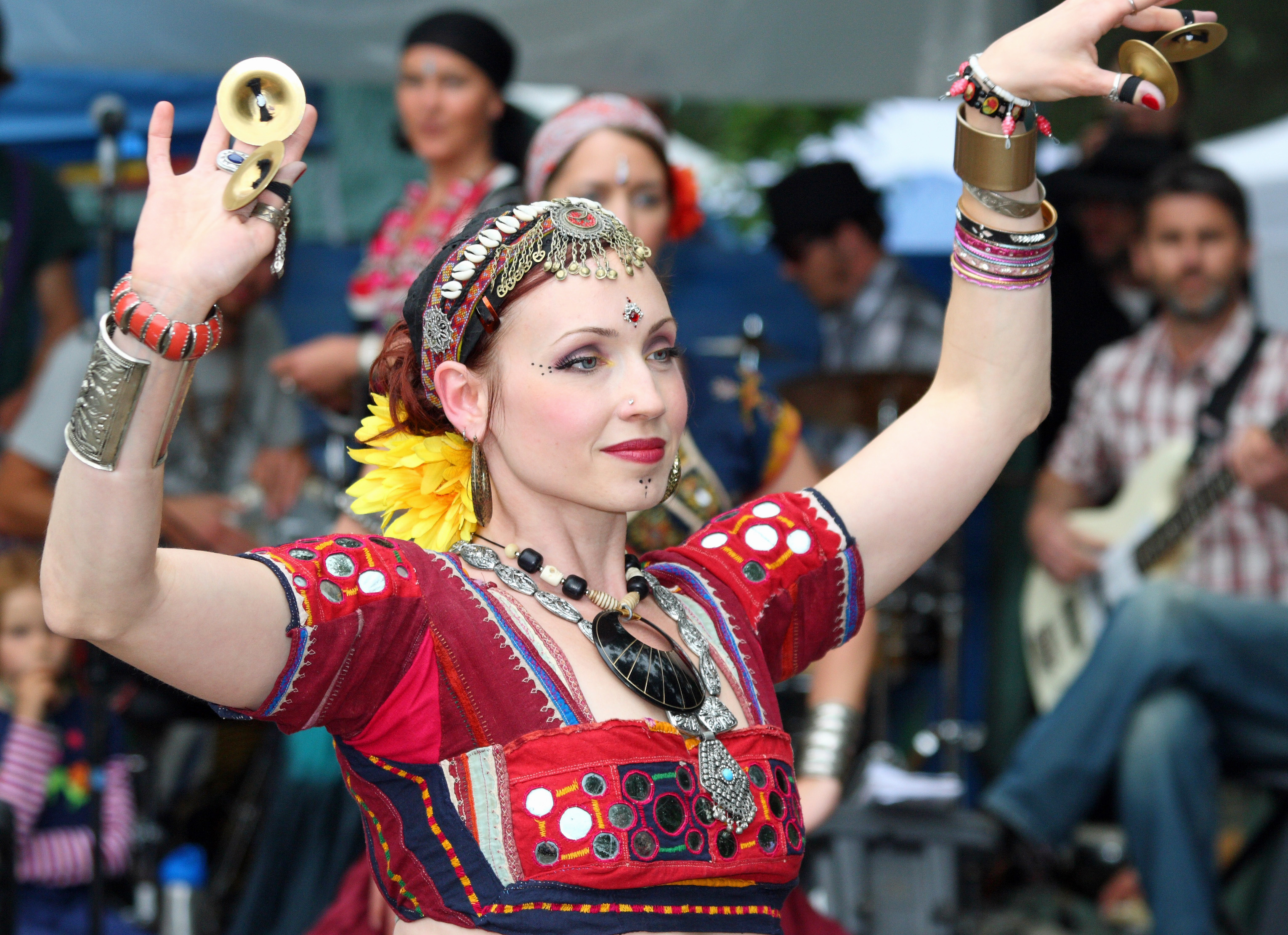
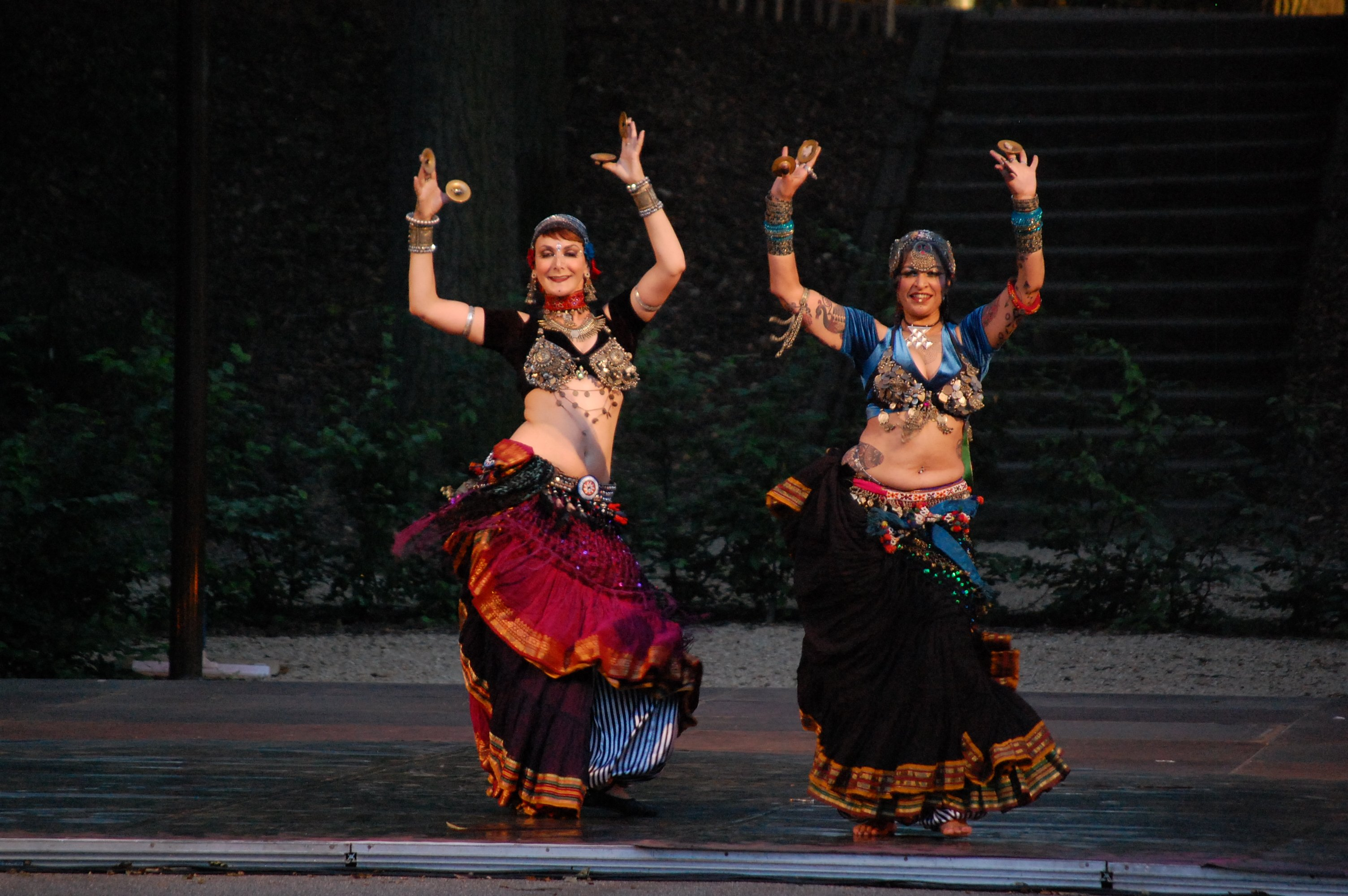
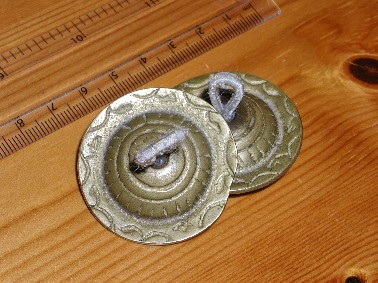
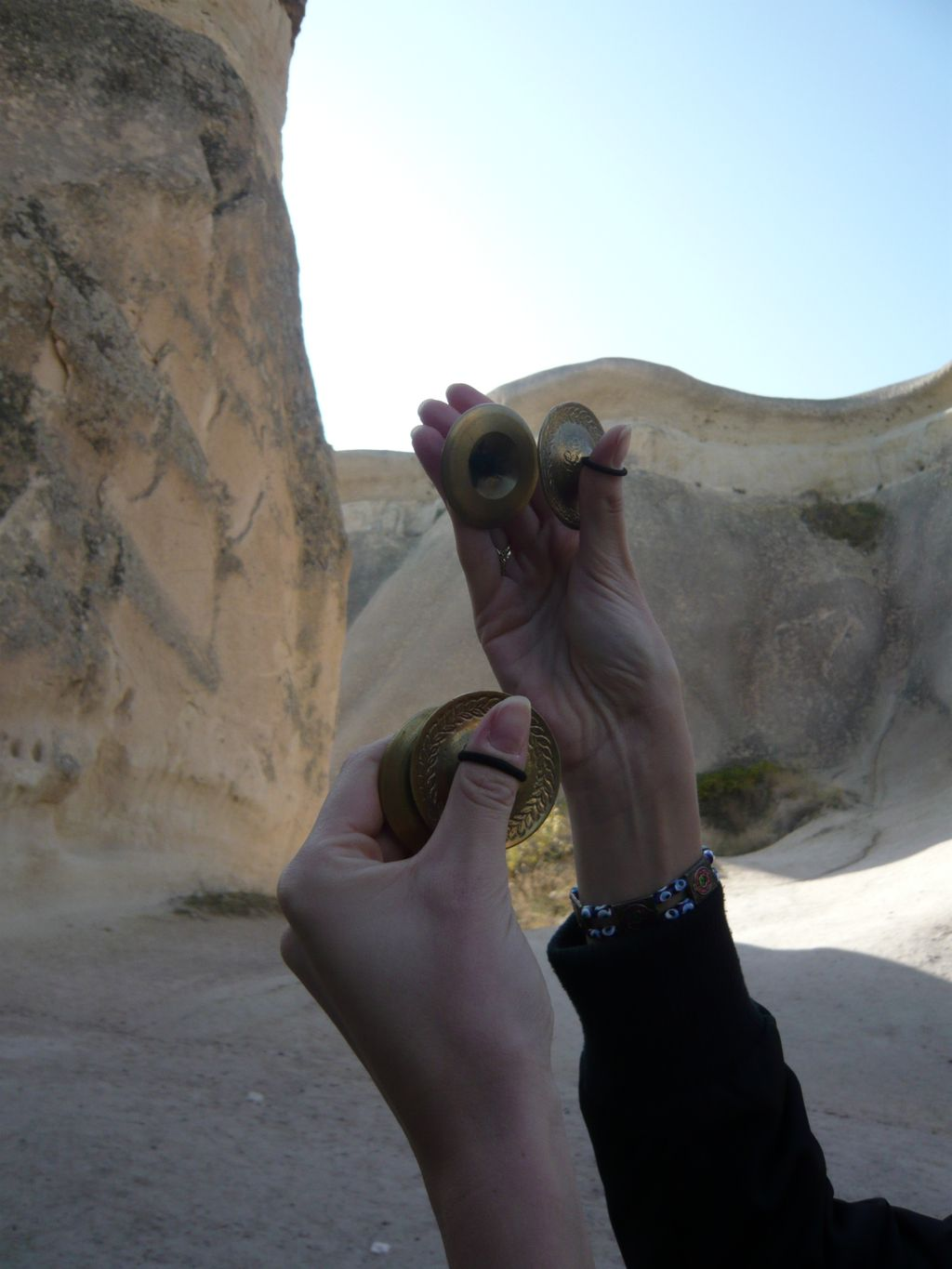